# ديفيد روز
ديفيد روز (بالإنجليزية: David Rose)‏ هو سياسي بريطاني، ولد في 10 أبريل 1923، وتوفي في 10 نوفمبر 1969 في الإمبراطورية الرومانية.